# Patriotyczny Związek Organizacji Kresowych i Kombatanckich
Patriotyczny Związek Organizacji Kresowych i Kombatanckich – związek  działających w Polsce stowarzyszeń kresowych zawiązany 20 września 2014, zarejestrowany w Krajowym Rejestrze Sądowym  26 stycznia 2015. W chwili rejestracji obejmował: Stowarzyszenie Kresowian Kędzierzyn-Koźle, Stowarzyszenie Kresowian w Dzierżoniowie i Klub Inteligencji Polskiej. Według Zbigniewa Lipińskiego powołany na zjeździe Kresowego Ruchu Patriotycznego i będący jego kontynuacją. 

## Cele statutowe Patriotycznego Związku Organizacji Kresowych i Kombatanckich
Statutowymi celami  powołanego związku stowarzyszeń są:

1. Integracja środowisk kresowych i organizacji patriotycznych pielęgnujących świadomość historyczną o Kresach Wschodnich.
2. Upowszechnianie wiedzy o prawdzie historycznej – ludobójstwie dokonanym przez nacjonalistów ukraińskich na Kresach Wschodnich.
3. Podnoszenie poziomu wiedzy w społeczeństwie o dziedzictwie kulturowym Kresów Wschodnich oraz jego znaczeniu we współczesnej cywilizacji.
4. Prowadzenie i inspirowanie aktywności w pracach badawczych nad historią, kulturą i sztuką Kresów Wschodnich,  gromadzenie materiałów dotyczących Kresów Wschodnich.
5. Analizowanie ważnej dla środowiska skupionego w związku problematyki  i spraw społeczno-politycznych, poszukiwanie rozwiązań powstałych problemów, występowanie z postulatami do władz państwowych i samorządowych.
6. Inspirowanie i wspieranie działań dotyczących aktywizacji zawodowej i społecznej młodzieży z rodzin kresowych.
7. Wspieranie działań wychowawczych kształtujących postawy obywatelskie i patriotyczne wśród młodzieży.
8. Współpraca z instytucjami i organizacjami zajmującymi się historią Rzeczypospolitej.
9. Utrzymywanie kontaktów z Polakami oraz polskimi organizacjami kresowymi działającymi poza granicami Rzeczypospolitej.
10. Upamiętnienie tych Ukraińców, którzy ratowali Polaków przed banderowskim ludobójstwem.
11. Upamiętnianie miejsc masowych mordów Polaków na Kresach Wschodnich  II Rzeczypospolitej.

## Władze Związku
Prezes:  Witold Listowski  (Stowarzyszenie Kresowian Kędzierzyn-Koźle). Wiceprezesi:  wiceadmirał Marek Toczek (Klub Inteligencji Polskiej), dr hab. Leszek Jazownik (Stowarzyszenie Kresowian Kędzierzyn-Koźle)  i  Tadeusz Nowacki (Stowarzyszenie Kresowian w Dzierżoniowie). We władzach związku  są też m.in.  Zbigniew Lipiński (przewodniczący Ligi Narodowej)  i  Rafał Mossakowski.  
Honorowym prezesem był  Jan Niewiński.

## Źródła, linki
- Ministerstwo Sprawiedliwości. Krajowy Rejestr Sądowy

- Aktywnie przeciw ideologii OUN-UPA, Nasz Dziennik, 5 października  2014.

- Stanisław Srokowski Czy nowy związek stowarzyszeń kresowych będzie nowy? Gazeta Warszawska, 25 września 2014

- Stanisław Srokowski Jednoczenie kresowian

- Oświadczenie Witolda Listowskiego o powołaniu Związku, 4 października 2014. kresykedzierzynkozle.home.pl. [zarchiwizowane z tego adresu (2015-02-19)].

- Zbigniew Lipiński, Wrocławski Katon, czyli sztuka jątrzenia,  Myśl Polska b.d.